# Jan Zoul z Ostředka
Jan Zoul z Ostředka (14. století? – 13. července 1404, Praha) byl český loupeživý rytíř ze zemanského rodu pánů z Ostředka.
Byl bývalým služebníkem krále Václava IV. a pozdějším služebníkem moravského markraběte Prokopa. Na konci 14. stol., kdy se bouřila šlechta a proti králi vznikla široká panská koalice, zmocnil se Jan se svým otcem Mikešem Čejchanova hrádku u Chocerad. Odtud vyrážel s otcem na loupeživé výboje po celém Benešovsku. Později se v roce 1403 Jan zmocnil hradu Stará Dubá, který patřil Vaňkovi z Dubé.
V roce 1404 vyslal král Václav IV. proti nim panskou jednotu vedenou arcibiskupem Zbyňkem Zajícem z Hazmburka, který Čejchanov, kde sídlil Janův otec Mikeš, a hrad Starou Dubou dobyl. Jan s otcem i 50 členů bandy byli popraveni oběšením 13. července 1404 v místech dnešní křižovatky U Bulhara v Praze. Byl pohřben u kostela sv. Štěpána na Rybníčku, kde se popravení tehdy pohřbívali.
Ačkoliv po Zoulovi zůstali sirotci, král zabavil jejich dědictví a daroval je 23. září 1406 svým dvořanům.